# Baza lotnicza Kingsfield
Baza Lotnicza Kingsfield (IATA: KIN, ICAO: LCRE) – wojskowy port lotniczy, zlokalizowany w miejscowości Kingsfield na Cyprze.